# سلاكوير
سلاكوير (بالإنجليزية: Slackware)‏ هو نظام تشغيل حر، مجاني ومفتوح المصدر يرتكز على نواة لينكس، وهو من أقدم التوزيعات المحافظة على استمرارية تطويرها وتحديثها، أنشئها باترك فلوكردنك (Patrick Vlkerding) في عام 1993
سلاكوير تهدف إلى بساطه التصميم والثبات وإلى أن تكون أكثر توزيعة مشابهه لنظام يونكس، جاعلةً إمكانية التعديلات قليل في مصادر البرمجيات ومستخدمة ملفات نصوص بسيطة ومجموعة صغيرة من الشل سكربت (Shell Scripts) للتخصيص والضبط والإدارة، الإصدار 15.0 هو آخر إصدار مستقر صدر بتاريخ 2 فبراير 2022.

## تاريخ سلاكوير
سلاكوير في الأساس هي اشتقاق من توزيعة SLS اختصاراً لـــ Softlanding Linux System, والتي كانت من أكثر توزيعات لينكس شعبية في الأصل وأول توزيعة تقدم مجموعة كاملة من البرامج ولم تكن مجرد نواة مع الأدوات الأساسية فقط
(الجدير بالذكر هنا أن صحاب توزيعة SLS هو نفسه مؤسس دبيان Debian أيان موردوك Ian Murdock)
عندما كان باترك طالباً في ذلك الوقت، طُلب من قبل أستاذ له في الذكاء الأصطناعي في جامعة ولاية مينيسوتا مورهيد (MSUM) لتثبيت نظام SLS على مختبر الحاسوب ثم كتب أول ملاحظاته على الأصلاحات والتعديلات لمكونات النظام ليتم تطبيقها كاملة بعد التثبيت، فيما بعد دمج التغيرات في قرص تثبيت SLS «بحيث تكون الأصلاحات متوفر على الفور للأجهزة الجديدة»
تغيراته في سكربات التثبيت والأضافات هي جزء في الأصل من SLS , آلية تثبيت البكجات المهمة مثل مشاركة المكتبات والنواة التلقائية
و كان لدي باترك نيه بتقديم نسخة معدلة من SLS للجمهور، «لكن على أفتراض أنه سيتم وضع نسخة جديدة من SLS تتضمن ما يكفي من التعديلات قربيا» لكن لم يتم هذا الأمر وبدأ العديد من المستخدمين على شبكة الأنترنت يطالبون بــ SLS المرشحة الجديدة، أثناء هذا الوقت كتب باترك عبارة (من يريد شبيهة SLS ؟) التي حصلت على الكثير من الأقبال والتفاعل وحثوه أصدقاءه في جامعة MSUM علي وضع تعديلات SLS على خادم بروتوكول لنقل الملفات وجعلها متاحه في متداول الجمهور على أحد خوادم الجامعة وكانت هذه هي سلاكوير الإصدار الأول 1.00 الذي أطلق في 16 يوليو عام 1993 وبدأت تصدر على أقراص مرنه
و في أكتوبر عام 1994 صدرت سلاكوير 2.1 وتكونت من 73 قرص مرن والتي تُبين على سرعة تطويرها
و في تشرين الثاني عام 1995 صدرت سلاكوير 3.0 وتحولت لشكل قابل للتنفيذ وتنسيق الفيديو ELF وكان أول أصدر يثبت عن طريق القرص المضغوط CD
و في يوليو عام 1996 تم إصدارها بنواة لينكس 2.0.0 وكانت تسمي "سلاكوير 96 ” مستوحيه هذا الاسم من نظام تشغيل الويندوز 95
في عام 1999 أنتقلت إصدارة سلاكوير من 4 إلى 7 وأوضح باترك أنها محاولة تسويقية لأظهار أن سلاكوير تتلقي التحديثات والتطوير كباقي توزيعات لينكس الأخرى، وكثير منها حلم الإصدار قم 6 في ذلك الوقت وتوقع باترك أن تصل الي الإصدارة 7 في ذلك الحين
في حزيران عام 2004 شهد إصدار سلاكوير 10.0 تقدماً وتغيراً كبيراً بتطبيقها نظام النوافذ x مما جعل الحاجة للأنتقال من XFree86 إلى خوادم X.org وأوضح باترك دوافعه في سجل التغيرات قائلاً “يبدو بأن المجتمع قد تحدث وذلك لأن الآراء كانت أكثر من 4 مقابل 1 لأستخدام أصدار X.org أفتراضياً في الأصدار العاشر وكما أنها في المقام الأول (كما هو معتاد هنا) قراراً تقنياً ”
في عام 2005 تمت إزالة بيئة سطح المكتب جنو أبتداً من الإصدارات الجديدة (بداً بالإصدارة 10.02) وتم تسليم زمام أموردعمها للمجتمع وتوزيعاته، ورأى البعض في مجتمع لينكس أن من المهم التخلي عن بيئة سطح مكتب جنو لأنها توجد بالعديد من التوزيعات وبدلاً من هذا هناك العديد من المشاريع المجتمعية المشابهة التي بدأت بتقديم توزيعات بسطح مكتب جنو كامل على سلاكوير مثل توزيعة LinuxSalute وغيرها ….
في تموز عام 2007 صدرت سلاكوير 12.0 في النسخة الأأولي التي تضمنت نواة لينكس2.6 أفتراضياً كما أنها حملت دعم لطبقات كثير من أجهزة Hal للمرة الأولي
في مايو عام 2009 أعلن فريق التطوير الجمهوري (اختبار) إطلاق إصدار x86_64 بديلاً سميت سلاكوير64 , وأعتباراً من سلاكوير 13.0 (أصدرت في أب 2009) أطلق الإصدار المستقر والمعتمد رسمياً للمعمارية 64 بت
في مايوم عام 2010 ضم كلاً من PolicKit & ConsoleKit في أطار سطح المكتب وأيضاً جعلها تتنقل من IDE إلى الفرعي libata , بتغير مصطلحات الأدوات device nodesفي جميع أنواع محركات الأقراص
في نيسان عام 2011 أطلق الإصدارة 13.37 تضمنت مميزات جديدة وهي دعم تقسيم مخططات جداول القرص الصلب GUID الذي يمكن أن يحل محل نظام MBR , أضافة إلى الخدمات اللازمة لنظام ملفات Btrfs

## فلسفة تصميم سلاكوير

### Keep it Simple, Stupid
و تعني هذه الجملة باللغة العربية «حافظ على البساطة، أيها الغبي !»، هذا المفهوم يشرح الكثير عن تصميم Slackware. يقصد بكلمة «بسيطه» هنا بساطه تصميم النظام، وليس سهوله الاستخدام. هذا هو السبب وراء قلّة أدوات الاعداد التي تعتمد على واجهة المستخدم الرسوميه (واجهة مستخدم رسومية)، لانّها تتألف من واجهات رسوميه مركبّه ومعقدة لذا فأن مشاكلها تعتبر أكثر مقارنة بالواجهات البسيطة التي تعتمد على سطر الاوامر. نتيجه لهذا المبدأ، أصبحت توزيعة Slackware سريعه، مستقره وآمنه على حساب سهوله الاستخدام. يقول النقّاد أن هذا المبدأ يجعلها توزيعه صعبه ومضيعه للوقت، بينما يقول مؤيدو هذه التوزيعة ي ان المرونة والبساطة، إضافة إلى الخبرة المكتسبة من الاستخدام، تعوض عن كل ذلك.

### برامج البداية
سلاكوير تستخدم في إعدادها لبرامج البداية طريقة توزيعة برمجيات بيركلي، بينما معظم توزيعات لينكس تستخدم طريقة نظام في (System V) لإعداد برامج البداية، مؤيدو طريقة BSD يقولون أنها أفضل لأنه مع هذا النظام يصبح من السهل البحث أو القراءة أو التعديل على البرامج. ومؤيدو طريقة نظام V يقولون أنها أفضل لانها تجعل من البرامج أكثر قوة ومرونة.

### مدير الحزم
تتميز توزيعة Slackware بوجود مدير بسيط للحزم مقارنة بالتوزيعات الأخرى، حزم Slackware دائماً تكون ذات الامتداد.tgz حيث يتم فكها وتركيبها في أماكنها المناسبة بواسطة مدير الحزم.
تم ضم برنامج slackpkg في التوزيعة منذ الإصدار 9.1 وهو مخصص لكي يقوم بعملية تحديث النظام ويعتبر امتداد لمدير حزم التوزيعة pkgtool

## سطح مكتب GNOME في ظل سلاكوير
أعلن باتريك فولكاردينج إثر الإصدارة 10.2 من سلاكوير إسقاط الدعم الرسمي لسطح مكتب جنوم من التوزيعة، وكانت له وجهة نظر وأسباب تتعلق بالتوافقية والثبات، مما سبب العديد من الاستنكار لمحبي هذه الواجهة، ولأن مجتمع المصادر المفتوحة لا يتوقف ليلعن الظلام فقد أوقدت عدة شمعات لتعيد الحياة لهذه الواجهة في ظل الإصدارات اللاحقة من سلاكوير، أبزر هذه المشاريع:
- GSB أو GNOME SlackBuild ـ  (المعروف سابقا باسم: Freerock GNOME)
- Dropline GNOME ـ ,
- GWARE ـ
- Gnome-Slacky ـ

ويبقى للمستخدم الخيار في استخدام المشروع الذي يوافق متطلباته.
مع إن الكثيرين من رواد لينوكس ينصحون بسطح مكتب KDE ومن أبرزهم لينوس تورفالدس نفسه (قبل صدور KDE 4)، لكن تبقى قضية الواجهة الرسومية واختيارها عائدة للمستخدمين النهائيين والذين تتفاوت أذواقهم في التفضيل بين أسطح المكتب وبقية التطبيقات.

## مجتمعات سلاكوير على الإنترنت
من أشهر مجتمعات التوزيعة على الإنترنت موقع linuxpackages.net وغرفة محادثة ##slackware على خادم freenode.net للمحادثة IRC وأيضا غرفة #slackware على خادم irc.oftc.net